# Коронавірусна хвороба 2019 на Шрі-Ланці
Коронавірусна хвороба 2019 на Шрі-Ланці — розповсюдження епідемії територією країни.

## Перебіг подій

### 2020
До 27 січня Міністерство охорони здоров'я Шрі-Ланки доручило відділу карантину в міжнародному аеропорту Бандаранайке перевіряти пасажирів на наявність симптомів. Крім того, міністерство попередило, що немовлятам, дітям, вагітним жінкам, людям похилого віку та людям з хронічними захворюваннями, серед інших питань слід уникати відвідування людних місць.
Міністерство створило Комітет з запобігання поширенню коронавірусу в Шрі-Ланці. Департамент імміграції повідомив усі будівельні компанії щодо обмеження видачі віз китайцям.
27 січня в країні зареєстровано перший випадок — 44-річний китаянка з провінції Хубей у Китаї. Ця туристка приїхала з групою мандрівників, вона повністю одужала і була випщена з лікарні 19 лютого.
10 березня 52-річний екскурсовод, що працював з групою італійців, виявився зараженим. У державних лікарнях знаходились 29 пацієнтів, у тому числі 8 іноземців.
11 березня країна призупинила видачу віз для туристів.
13 березня виявлено ще трьох хворих.
24 березня помічник церковного пастора виявився зараженим.
21 березня в'язні у в'язниці в Анурадхапурі провели акцію протесту, вимагаючи більшої ізоляції після виявлення чотирьох випадків коронавірусу. Під час інциденту двоє в'язнів загинули та ще шістьох пораненено.

### 2021
21 січня країна відкрила кордони для туристів з будь-яких країн, протягом перших двох тижнів туристи могли зупинятися лише в одному з готелів 55. Для в'їзду туристам необхідно буде пред'явити негативний ПЛР-тест, зроблений не пізніше 96 годин до прибуття.
10 липня у країні послаблено карантин, було дозволено роботу ресторанів і готелів.